# Stats SA
Statistics South Africa (frecuentemente abreviado como Stats SA ) es el servicio nacional de estadística de Sudáfrica cuyo objetivo es producir análisis de datos precisos y oportunos con el fin de promover el crecimiento económico, el desarrollo y la democracia . Con este fin, Stats SA produce censos y encuestas demográficas, económicas y sociales oficiales. Hasta la fecha, Statistics South Africa ha elaborado cuatro censos de población, en los años 1996, 2001, 2011 y 2022 . Stats SA se conocía anteriormente como "Servicio Central de Estadística" (Central Statistical Service), poco después del fin del apartheid y también absorbió los servicios estadísticos de los antiguos Transkei, Bofutatsuana, Venda y Ciskei . 

## Censos realizados
- Encuesta 1999 de Actividades de los Jóvenes, o SAYP.
- Censo nacional de Sudáfrica de 2001
- Encuesta comunitaria de 2007
- Censo nacional de Sudáfrica de 2011
- Censo nacional de Sudáfrica de 2022